# 식물
식물(植物)은 분류학적으로 식물계(植物界)에 속하는 독립영양생물이다. 보통 광합성을 하여 에너지 비축에 필요한 녹말을 만드나, 일부 기생식물과 공생식물처럼, 엽록소를 잃고, 대신 직접 포식하거나, 기생, 공생 등으로 양분을 얻는 종도 있다. 원래 식물은 운동성이 거의 없으나, 파리지옥, 신경초, 무초처럼 민첩한 운동을 하는 식물도 몇 종 있다. 
역사적으로 아리스토텔레스의 생물학에서와 마찬가지로 식물계에는 동물이 아닌 모든 생물이 포함되며 조류와 균류도 포함된다. 그 이후로 정의가 좁아졌다. 현재 정의에서는 곰팡이와 일부 조류를 제외한다. 이 기사에 사용된 정의에 따르면 식물은 녹조류와 배아 식물 또는 육상 식물(뿔이끼, 간이끼, 이끼, 석송, 양치류, 침엽수 및 기타 겉씨식물, 꽃 피는 식물)로 구성된 계통군 녹색식물(Viridiplantae)을 형성한다. 게놈을 기반으로 한 정의에는 원시색소체생물(Archaeplastida) 계통군에 홍조류 및 녹조류와 함께 녹색식물(Viridiplantae)이 포함된다.
약 380,000종의 식물이 알려져 있으며, 그 중 대다수인 약 260,000종은 종자를 생산한다. 크기는 단일 세포부터 가장 키가 큰 나무까지 다양하다. 녹색 식물은 전 세계 분자 산소의 상당 부분을 제공한다. 이것들이 생성하는 설탕은 대부분의 지구 생태계와 동물을 포함한 다른 유기체에 에너지를 공급하며 식물을 직접 소비하거나 그렇게 하는 유기체에 의존한다.
곡물, 과일, 채소는 인간의 기본적인 식품이며 수천 년 동안 재배되어 왔다. 사람들은 식물을 건축 자재, 장식품, 필기구 등 다양한 목적으로 사용하며, 매우 다양한 경우에는 의약품으로도 사용한다. 식물에 대한 과학적 연구는 생물학의 한 분야인 식물학으로 알려져 있다.

## 정의
아리스토텔레스는 모든 생물을 식물(일반적으로 움직이지 않는)과 동물(가끔씩 먹이를 찾으러 움직이는)로 구분하였다. 칼 폰 린네 시스템에서는 식물계와 동물계가 되었다. 균과 일부 조류(藻類) 그룹은 새로운 식물계에서 제거되었다.
현대에서 식물이란 1)많은 세포로 이루어져 있으며, 2)셀룰로오스가 풍부한 세포벽을 가지고 있으며, 3) 엽록소를 가지고 있어 광합성을 하며, 4)육상생활에서의 여러 가지 면에서 적응된 생물이다.
| 이름                | 범위                    | 설명 |
| ------------------- | ----------------------- | --- |
| 유배식물 (육상식물) | 아주 좁은 의미의 식물계 | 식물 분류에서 가장 좁은 분류이다. |
| 녹색식물            | 좁은 의미의 식물계      | 위의 유배식물, 윤조식물(이를테면 윤조목), 녹조식물(이를테면 파래와 같은 녹조류)을 이룬다.                                                                                  |
| 원시색소체생물      | 넓은 의미의 식물계      | 홍조식물, 회청조식물을 포함하여 위에 언급한 모든 녹색 식물을 이룬다. 가장 넓은 분류이며, 남조류를 직접 환위하여 이언(eon) 이전에 엽록체를 얻는 대부분의 진핵생물을 이룬다. |

|  | 윤조류 (녹조류의 일부)                                                                             |
|  | |
|  | \| \| 윤조식물 (차축조류, 종종 녹조류에 포함) \| \| \| \| \| \| 육상식물 또는 유배식물 \| \| \| \| |
|  | |
|  | 윤조식물 (차축조류, 종종 녹조류에 포함)                                                            |
|  | |
|  | 육상식물 또는 유배식물                                                                             |
|  | |

|  | 윤조식물 (차축조류, 종종 녹조류에 포함) |
|  |                                         |
|  | 육상식물 또는 유배식물                  |
|  |                                         |

|  | 윤조류 (녹조류의 일부)                                                                             |
|  | |
|  | \| \| 윤조식물 (차축조류, 종종 녹조류에 포함) \| \| \| \| \| \| 육상식물 또는 유배식물 \| \| \| \| |
|  | |
|  | 윤조식물 (차축조류, 종종 녹조류에 포함)                                                            |
|  | |
|  | 육상식물 또는 유배식물                                                                             |
|  | |

|  | 윤조식물 (차축조류, 종종 녹조류에 포함) |
|  |                                         |
|  | 육상식물 또는 유배식물                  |
|  |                                         |

|  | 윤조류 (녹조류의 일부)                                                                             |
|  | |
|  | \| \| 윤조식물 (차축조류, 종종 녹조류에 포함) \| \| \| \| \| \| 육상식물 또는 유배식물 \| \| \| \| |
|  | |
|  | 윤조식물 (차축조류, 종종 녹조류에 포함)                                                            |
|  | |
|  | 육상식물 또는 유배식물                                                                             |
|  | |

|  | 윤조식물 (차축조류, 종종 녹조류에 포함) |
|  |                                         |
|  | 육상식물 또는 유배식물                  |
|  |                                         |

|  | 윤조류 (녹조류의 일부)                                                                             |
|  | |
|  | \| \| 윤조식물 (차축조류, 종종 녹조류에 포함) \| \| \| \| \| \| 육상식물 또는 유배식물 \| \| \| \| |
|  | |
|  | 윤조식물 (차축조류, 종종 녹조류에 포함)                                                            |
|  | |
|  | 육상식물 또는 유배식물                                                                             |
|  | |

|  | 윤조식물 (차축조류, 종종 녹조류에 포함) |
|  |                                         |
|  | 육상식물 또는 유배식물                  |
|  |                                         |

|  | 윤조류 (녹조류의 일부)                                                                             |
|  | |
|  | \| \| 윤조식물 (차축조류, 종종 녹조류에 포함) \| \| \| \| \| \| 육상식물 또는 유배식물 \| \| \| \| |
|  | |
|  | 윤조식물 (차축조류, 종종 녹조류에 포함)                                                            |
|  | |
|  | 육상식물 또는 유배식물                                                                             |
|  | |

|  | 윤조식물 (차축조류, 종종 녹조류에 포함) |
|  |                                         |
|  | 육상식물 또는 유배식물                  |
|  |                                         |

|  | 윤조류 (녹조류의 일부)                                                                             |
|  | |
|  | \| \| 윤조식물 (차축조류, 종종 녹조류에 포함) \| \| \| \| \| \| 육상식물 또는 유배식물 \| \| \| \| |
|  | |
|  | 윤조식물 (차축조류, 종종 녹조류에 포함)                                                            |
|  | |
|  | 육상식물 또는 유배식물                                                                             |
|  | |

|  | 윤조식물 (차축조류, 종종 녹조류에 포함) |
|  |                                         |
|  | 육상식물 또는 유배식물                  |
|  |                                         |

|  | 윤조류 (녹조류의 일부)                                                                             |
|  | |
|  | \| \| 윤조식물 (차축조류, 종종 녹조류에 포함) \| \| \| \| \| \| 육상식물 또는 유배식물 \| \| \| \| |
|  | |
|  | 윤조식물 (차축조류, 종종 녹조류에 포함)                                                            |
|  | |
|  | 육상식물 또는 유배식물                                                                             |
|  | |

|  | 윤조식물 (차축조류, 종종 녹조류에 포함) |
|  |                                         |
|  | 육상식물 또는 유배식물                  |
|  |                                         |

|  | 윤조류 (녹조류의 일부)                                                                             |
|  | |
|  | \| \| 윤조식물 (차축조류, 종종 녹조류에 포함) \| \| \| \| \| \| 육상식물 또는 유배식물 \| \| \| \| |
|  | |
|  | 윤조식물 (차축조류, 종종 녹조류에 포함)                                                            |
|  | |
|  | 육상식물 또는 유배식물                                                                             |
|  | |

|  | 윤조식물 (차축조류, 종종 녹조류에 포함) |
|  |                                         |
|  | 육상식물 또는 유배식물                  |
|  |                                         |

|  | 윤조류 (녹조류의 일부)                                                                             |
|  | |
|  | \| \| 윤조식물 (차축조류, 종종 녹조류에 포함) \| \| \| \| \| \| 육상식물 또는 유배식물 \| \| \| \| |
|  | |
|  | 윤조식물 (차축조류, 종종 녹조류에 포함)                                                            |
|  | |
|  | 육상식물 또는 유배식물                                                                             |
|  | |

|  | 윤조식물 (차축조류, 종종 녹조류에 포함) |
|  |                                         |
|  | 육상식물 또는 유배식물                  |
|  |                                         |

|  | 윤조류 (녹조류의 일부)                                                                             |
|  | |
|  | \| \| 윤조식물 (차축조류, 종종 녹조류에 포함) \| \| \| \| \| \| 육상식물 또는 유배식물 \| \| \| \| |
|  | |
|  | 윤조식물 (차축조류, 종종 녹조류에 포함)                                                            |
|  | |
|  | 육상식물 또는 유배식물                                                                             |
|  | |

|  | 윤조식물 (차축조류, 종종 녹조류에 포함) |
|  |                                         |
|  | 육상식물 또는 유배식물                  |
|  |                                         |

|  | 윤조류 (녹조류의 일부)                                                                             |
|  | |
|  | \| \| 윤조식물 (차축조류, 종종 녹조류에 포함) \| \| \| \| \| \| 육상식물 또는 유배식물 \| \| \| \| |
|  | |
|  | 윤조식물 (차축조류, 종종 녹조류에 포함)                                                            |
|  | |
|  | 육상식물 또는 유배식물                                                                             |
|  | |

|  | 윤조식물 (차축조류, 종종 녹조류에 포함) |
|  |                                         |
|  | 육상식물 또는 유배식물                  |
|  |                                         |

|  | 윤조류 (녹조류의 일부)                                                                             |
|  | |
|  | \| \| 윤조식물 (차축조류, 종종 녹조류에 포함) \| \| \| \| \| \| 육상식물 또는 유배식물 \| \| \| \| |
|  | |
|  | 윤조식물 (차축조류, 종종 녹조류에 포함)                                                            |
|  | |
|  | 육상식물 또는 유배식물                                                                             |
|  | |

|  | 윤조식물 (차축조류, 종종 녹조류에 포함) |
|  |                                         |
|  | 육상식물 또는 유배식물                  |
|  |                                         |

|  | 윤조류 (녹조류의 일부)                                                                             |
|  | |
|  | \| \| 윤조식물 (차축조류, 종종 녹조류에 포함) \| \| \| \| \| \| 육상식물 또는 유배식물 \| \| \| \| |
|  | |
|  | 윤조식물 (차축조류, 종종 녹조류에 포함)                                                            |
|  | |
|  | 육상식물 또는 유배식물                                                                             |
|  | |

|  | 윤조식물 (차축조류, 종종 녹조류에 포함) |
|  |                                         |
|  | 육상식물 또는 유배식물                  |
|  |                                         |

|  | 윤조류 (녹조류의 일부)                                                                             |
|  | |
|  | \| \| 윤조식물 (차축조류, 종종 녹조류에 포함) \| \| \| \| \| \| 육상식물 또는 유배식물 \| \| \| \| |
|  | |
|  | 윤조식물 (차축조류, 종종 녹조류에 포함)                                                            |
|  | |
|  | 육상식물 또는 유배식물                                                                             |
|  | |

|  | 윤조식물 (차축조류, 종종 녹조류에 포함) |
|  |                                         |
|  | 육상식물 또는 유배식물                  |
|  |                                         |

|  | 윤조류 (녹조류의 일부)                                                                             |
|  | |
|  | \| \| 윤조식물 (차축조류, 종종 녹조류에 포함) \| \| \| \| \| \| 육상식물 또는 유배식물 \| \| \| \| |
|  | |
|  | 윤조식물 (차축조류, 종종 녹조류에 포함)                                                            |
|  | |
|  | 육상식물 또는 유배식물                                                                             |
|  | |

|  | 윤조식물 (차축조류, 종종 녹조류에 포함) |
|  |                                         |
|  | 육상식물 또는 유배식물                  |
|  |                                         |

|  | 윤조류 (녹조류의 일부)                                                                             |
|  | |
|  | \| \| 윤조식물 (차축조류, 종종 녹조류에 포함) \| \| \| \| \| \| 육상식물 또는 유배식물 \| \| \| \| |
|  | |
|  | 윤조식물 (차축조류, 종종 녹조류에 포함)                                                            |
|  | |
|  | 육상식물 또는 유배식물                                                                             |
|  | |

|  | 윤조식물 (차축조류, 종종 녹조류에 포함) |
|  |                                         |
|  | 육상식물 또는 유배식물                  |
|  |                                         |

|  | 윤조류 (녹조류의 일부)                                                                             |
|  | |
|  | \| \| 윤조식물 (차축조류, 종종 녹조류에 포함) \| \| \| \| \| \| 육상식물 또는 유배식물 \| \| \| \| |
|  | |
|  | 윤조식물 (차축조류, 종종 녹조류에 포함)                                                            |
|  | |
|  | 육상식물 또는 유배식물                                                                             |
|  | |

|  | 윤조식물 (차축조류, 종종 녹조류에 포함) |
|  |                                         |
|  | 육상식물 또는 유배식물                  |
|  |                                         |

|  | 윤조류 (녹조류의 일부)                                                                             |
|  | |
|  | \| \| 윤조식물 (차축조류, 종종 녹조류에 포함) \| \| \| \| \| \| 육상식물 또는 유배식물 \| \| \| \| |
|  | |
|  | 윤조식물 (차축조류, 종종 녹조류에 포함)                                                            |
|  | |
|  | 육상식물 또는 유배식물                                                                             |
|  | |

|  | 윤조식물 (차축조류, 종종 녹조류에 포함) |
|  |                                         |
|  | 육상식물 또는 유배식물                  |
|  |                                         |

|  | 윤조류 (녹조류의 일부)                                                                             |
|  | |
|  | \| \| 윤조식물 (차축조류, 종종 녹조류에 포함) \| \| \| \| \| \| 육상식물 또는 유배식물 \| \| \| \| |
|  | |
|  | 윤조식물 (차축조류, 종종 녹조류에 포함)                                                            |
|  | |
|  | 육상식물 또는 유배식물                                                                             |
|  | |

|  | 윤조식물 (차축조류, 종종 녹조류에 포함) |
|  |                                         |
|  | 육상식물 또는 유배식물                  |
|  |                                         |

|  | 윤조류 (녹조류의 일부)                                                                             |
|  | |
|  | \| \| 윤조식물 (차축조류, 종종 녹조류에 포함) \| \| \| \| \| \| 육상식물 또는 유배식물 \| \| \| \| |
|  | |
|  | 윤조식물 (차축조류, 종종 녹조류에 포함)                                                            |
|  | |
|  | 육상식물 또는 유배식물                                                                             |
|  | |

|  | 윤조식물 (차축조류, 종종 녹조류에 포함) |
|  |                                         |
|  | 육상식물 또는 유배식물                  |
|  |                                         |

|  | 윤조류 (녹조류의 일부)                                                                             |
|  | |
|  | \| \| 윤조식물 (차축조류, 종종 녹조류에 포함) \| \| \| \| \| \| 육상식물 또는 유배식물 \| \| \| \| |
|  | |
|  | 윤조식물 (차축조류, 종종 녹조류에 포함)                                                            |
|  | |
|  | 육상식물 또는 유배식물                                                                             |
|  | |

|  | 윤조식물 (차축조류, 종종 녹조류에 포함) |
|  |                                         |
|  | 육상식물 또는 유배식물                  |
|  |                                         |

|  | 윤조류 (녹조류의 일부)                                                                             |
|  | |
|  | \| \| 윤조식물 (차축조류, 종종 녹조류에 포함) \| \| \| \| \| \| 육상식물 또는 유배식물 \| \| \| \| |
|  | |
|  | 윤조식물 (차축조류, 종종 녹조류에 포함)                                                            |
|  | |
|  | 육상식물 또는 유배식물                                                                             |
|  | |

|  | 윤조식물 (차축조류, 종종 녹조류에 포함) |
|  |                                         |
|  | 육상식물 또는 유배식물                  |
|  |                                         |

|  | 윤조류 (녹조류의 일부)                                                                             |
|  | |
|  | \| \| 윤조식물 (차축조류, 종종 녹조류에 포함) \| \| \| \| \| \| 육상식물 또는 유배식물 \| \| \| \| |
|  | |
|  | 윤조식물 (차축조류, 종종 녹조류에 포함)                                                            |
|  | |
|  | 육상식물 또는 유배식물                                                                             |
|  | |

|  | 윤조식물 (차축조류, 종종 녹조류에 포함) |
|  |                                         |
|  | 육상식물 또는 유배식물                  |
|  |                                         |

|  | 윤조류 (녹조류의 일부)                                                                             |
|  | |
|  | \| \| 윤조식물 (차축조류, 종종 녹조류에 포함) \| \| \| \| \| \| 육상식물 또는 유배식물 \| \| \| \| |
|  | |
|  | 윤조식물 (차축조류, 종종 녹조류에 포함)                                                            |
|  | |
|  | 육상식물 또는 유배식물                                                                             |
|  | |

|  | 윤조식물 (차축조류, 종종 녹조류에 포함) |
|  |                                         |
|  | 육상식물 또는 유배식물                  |
|  |                                         |

|  | 윤조류 (녹조류의 일부)                                                                             |
|  | |
|  | \| \| 윤조식물 (차축조류, 종종 녹조류에 포함) \| \| \| \| \| \| 육상식물 또는 유배식물 \| \| \| \| |
|  | |
|  | 윤조식물 (차축조류, 종종 녹조류에 포함)                                                            |
|  | |
|  | 육상식물 또는 유배식물                                                                             |
|  | |

|  | 윤조식물 (차축조류, 종종 녹조류에 포함) |
|  |                                         |
|  | 육상식물 또는 유배식물                  |
|  |                                         |

|  | 윤조류 (녹조류의 일부)                                                                             |
|  | |
|  | \| \| 윤조식물 (차축조류, 종종 녹조류에 포함) \| \| \| \| \| \| 육상식물 또는 유배식물 \| \| \| \| |
|  | |
|  | 윤조식물 (차축조류, 종종 녹조류에 포함)                                                            |
|  | |
|  | 육상식물 또는 유배식물                                                                             |
|  | |

|  | 윤조식물 (차축조류, 종종 녹조류에 포함) |
|  |                                         |
|  | 육상식물 또는 유배식물                  |
|  |                                         |

|  | 윤조류 (녹조류의 일부)                                                                             |
|  | |
|  | \| \| 윤조식물 (차축조류, 종종 녹조류에 포함) \| \| \| \| \| \| 육상식물 또는 유배식물 \| \| \| \| |
|  | |
|  | 윤조식물 (차축조류, 종종 녹조류에 포함)                                                            |
|  | |
|  | 육상식물 또는 유배식물                                                                             |
|  | |

|  | 윤조식물 (차축조류, 종종 녹조류에 포함) |
|  |                                         |
|  | 육상식물 또는 유배식물                  |
|  |                                         |

|  | 윤조류 (녹조류의 일부)                                                                             |
|  | |
|  | \| \| 윤조식물 (차축조류, 종종 녹조류에 포함) \| \| \| \| \| \| 육상식물 또는 유배식물 \| \| \| \| |
|  | |
|  | 윤조식물 (차축조류, 종종 녹조류에 포함)                                                            |
|  | |
|  | 육상식물 또는 유배식물                                                                             |
|  | |

|  | 윤조식물 (차축조류, 종종 녹조류에 포함) |
|  |                                         |
|  | 육상식물 또는 유배식물                  |
|  |                                         |

|  | 윤조류 (녹조류의 일부)                                                                             |
|  | |
|  | \| \| 윤조식물 (차축조류, 종종 녹조류에 포함) \| \| \| \| \| \| 육상식물 또는 유배식물 \| \| \| \| |
|  | |
|  | 윤조식물 (차축조류, 종종 녹조류에 포함)                                                            |
|  | |
|  | 육상식물 또는 유배식물                                                                             |
|  | |

|  | 윤조식물 (차축조류, 종종 녹조류에 포함) |
|  |                                         |
|  | 육상식물 또는 유배식물                  |
|  |                                         |

|  | 윤조류 (녹조류의 일부)                                                                             |
|  | |
|  | \| \| 윤조식물 (차축조류, 종종 녹조류에 포함) \| \| \| \| \| \| 육상식물 또는 유배식물 \| \| \| \| |
|  | |
|  | 윤조식물 (차축조류, 종종 녹조류에 포함)                                                            |
|  | |
|  | 육상식물 또는 유배식물                                                                             |
|  | |

|  | 윤조식물 (차축조류, 종종 녹조류에 포함) |
|  |                                         |
|  | 육상식물 또는 유배식물                  |
|  |                                         |

|  | 윤조류 (녹조류의 일부)                                                                             |
|  | |
|  | \| \| 윤조식물 (차축조류, 종종 녹조류에 포함) \| \| \| \| \| \| 육상식물 또는 유배식물 \| \| \| \| |
|  | |
|  | 윤조식물 (차축조류, 종종 녹조류에 포함)                                                            |
|  | |
|  | 육상식물 또는 유배식물                                                                             |
|  | |

|  | 윤조식물 (차축조류, 종종 녹조류에 포함) |
|  |                                         |
|  | 육상식물 또는 유배식물                  |
|  |                                         |

|  | 윤조류 (녹조류의 일부)                                                                             |
|  | |
|  | \| \| 윤조식물 (차축조류, 종종 녹조류에 포함) \| \| \| \| \| \| 육상식물 또는 유배식물 \| \| \| \| |
|  | |
|  | 윤조식물 (차축조류, 종종 녹조류에 포함)                                                            |
|  | |
|  | 육상식물 또는 유배식물                                                                             |
|  | |

|  | 윤조식물 (차축조류, 종종 녹조류에 포함) |
|  |                                         |
|  | 육상식물 또는 유배식물                  |
|  |                                         |

### 조류
대부분의 조류(藻類)는 더 이상 식물계에 속하지 않는다. 조류는 광합성을 통하여 에너지를 만드는 여러 그룹의 유기체들로 이루어져 있으며 이들은 각기 광합성을 띠지 않는 원종(原種)으로부터 독립적으로 일어난다. 조류 가운데 가장 눈에 띄는 것이 다세포 조류인 바닷말인데 토양 식물과 매우 닮았지만 녹조류, 홍조류, 갈조류로 분류된다. 이러한 각 조류 그룹은 다양하고도 미시적인 단세포 유기체를 포함하기도 한다.

### 균
균의 분류는 최근의 생물 역사에 이르기까지 논란이 일었다. 이들은 분명히 동물이 아니었기에 린네의 원래 분류는 균을 식물계 안으로 넣었다. 나중에 미생물학이 발전하자 19세기 에른스트 헤켈은 새롭게 발견한 미생물을 분류할 필요를 느꼈다. 이를 동물계에 넣지 않고 대신 원생생물계라는 새로운 계를 만들었는데 균이 식물계에 들어가는 것이 적절한지 원생생물계로 다시 분류되는 것이 맞는지 논란이 일었다. 헤켈은 스스로 이를 결정하는 것이 어렵다는 것을 알았다. 1969년에 로버트 휘태커는 균계를 만들 것을 제안하였다.
이러한 휘태커의 재분류는 균계와 식물계의 영양분이 본질적으로 다르다는 것에 기반을 둔다. 광합성을 통하여 탄소를 얻음으로써 스스로 영양분을 얻는 다세포 광영양생물인 식물과는 달리 균은 일반적으로 주변 물질을 분해하거나 흡수하여 탄소를 얻는 종속영양생물(영양소를 다른 생물이 만든 유기물에 의존하는 생물)이거나 다세포 부생 생물이다.

## 분류
녹조류와 종자식물, 선태식물, 양치식물로 정의되는 약 350,000여 종의 식물 종들이 현존하는 것으로 추정되고 있다. 2004년 기준으로 약 287,655 종의 속씨식물과 11,000여 종의 양치식물 그리고 8,000여 종의 녹조류가 보고되어 있다.
| 비공식 그룹              | 식물 문                       | 현존하는 종의 수 |
| ------------------------ | ----------------------------- | ---------------- |
| 녹조류 (Green algae)     | 녹조식물문 (Chlorophyta)      | 3,800            |
| 녹조류 (Green algae)     | 윤조식물문 (Charophyta)       | 4,000 - 6,000    |
| 선태식물 (Bryophytes)    | 우산이끼문 (Marchantiophyta)  | 6,000 - 8,000    |
| 선태식물 (Bryophytes)    | 각태식물문 (Anthocerotophyta) | 100 - 200        |
| 선태식물 (Bryophytes)    | 선태식물문 (Bryophyta)        | 12,000           |
| 양치식물 (Pteridophytes) | 석송문 (Lycopodiophyta)       | 1,200            |
| 양치식물 (Pteridophytes) | 양치식물문 (Pteridophyta)     | 11,000           |
| 종자식물 (Spermatophyta) | 소철문 (Cycadophyta)          | 160              |
| 종자식물 (Spermatophyta) | 은행나무문 (Ginkgophyta)      | 1                |
| 종자식물 (Spermatophyta) | 구과식물문 (Pinophyta)        | 630              |
| 종자식물 (Spermatophyta) | 마황문 (Gnetophyta)           | 70               |
| 종자식물 (Spermatophyta) | 속씨식물문 (Magnoliophyta)    | 258,650          |

## 생리학

### 광합성
식물은 빛으로부터 얻은 에너지를 이용하여 자기만의 먹이 분자를 만드는 광합성을 한다.

### 면역 체계
마치 신경계처럼 식물은 입사광의 세기와 질에 대한 체계 정보를 주고받는다. 한 잎에 화학 반응을 자극하는 입사광은 유관속초세포를 통하여 식물 전체에 연쇄적인 신호 반응을 일으킨다.

### 내부 분배
관다발식물은 물관부(목질부)와 체관부로 불리는 특별한 구조를 통하여 다른 부위끼리 영양분을 전달하는 식물과는 다르다. 또, 이들은 물과 무기물을 받아들이는 뿌리가 있다. 물관부는 물과 무기질을 뿌리로부터 식물 끝으로까지 옮겨 주며 체관부는 잎이 만든 당분과 영양분을 뿌리에 전달한다.

## 생태학
육지 식물과 조류가 행하는 광합성은 거의 모든 생태계에 궁극의 에너지 원천이자 유기 물질이다. 광합성은 모든 지구의 대기 성분을 빠르게 바꾸었으며 그 결과 산소가 21%를 차지한다. 동물과 다른 대부분의 생물은 산소에 의지하여 호흡을 한다. 그렇지 않은 생물들은 상대적으로 드문 저산소 환경에 제한을 받으며 살아간다. 식물들은 대부분의 토양 생태계의 주된 생산물이며 이러한 생태계에서 먹이 사슬의 토대를 이룬다. 수많은 동물들은 산소와 먹이뿐만 아니라 은신처를 위하여 식물에 의지한다.
토양 식물은 물의 순환과 다른 몇 가지 생물지구화학적 순환의 주된 요소이다. 일부 식물은 질소고정 박테리아와 공진화해왔는데 이는 식물을 질소의 순환의 중요한 일부로 만들어 놓았다. 식물의 뿌리는 토양 발달과 토양 침식 방지에 중요한 역할을 한다.

## 중요성
사람들이 식물을 연구하면서 경제식물학이나 민족식물학이라는 용어가 생겨나기 시작하였다. 어떠한 사람들은 경제식물학이 현대의 경작 식물에 초점을 두는 반면 민족식물학이 토착인이 경작하고 사용하는 토착 식물에 초점을 둔다고 여긴다. 인간이 식물을 경작하는 일은 문명의 토대인 농업의 일부로 되어 있다. 식물 경작은 농업 경제학, 원예, 임업으로 나뉜다.
- 음식
- 음식이 아닌 상품
- 미적인 이용
- 과학적이고 문화적인 이용
- 부정적 영향

## 사진첩

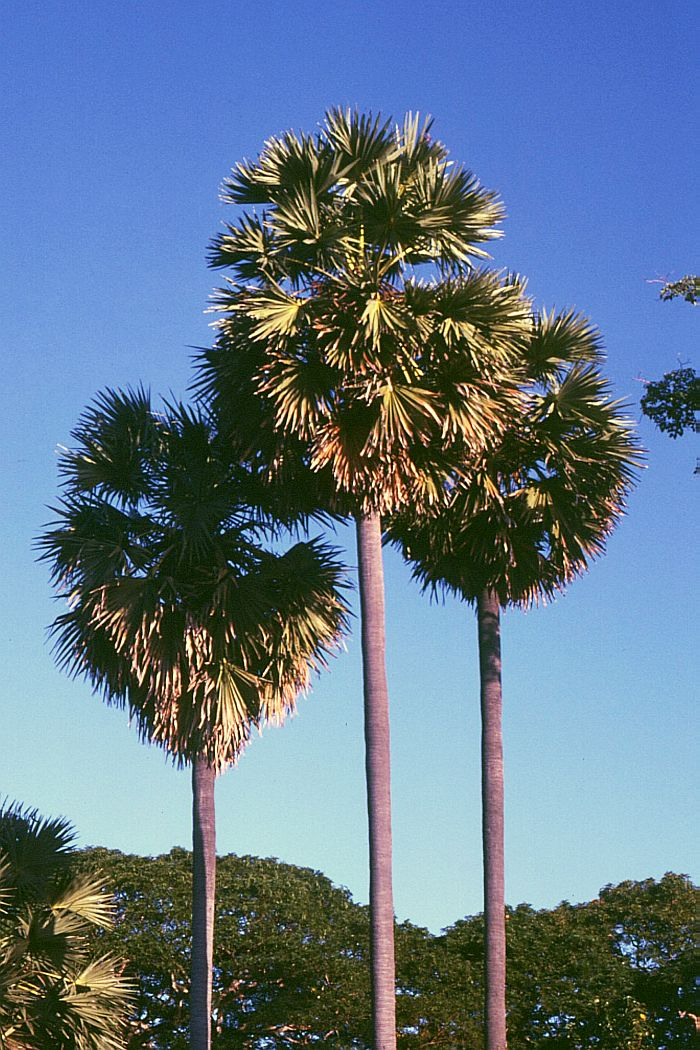
Borassus flabellifer
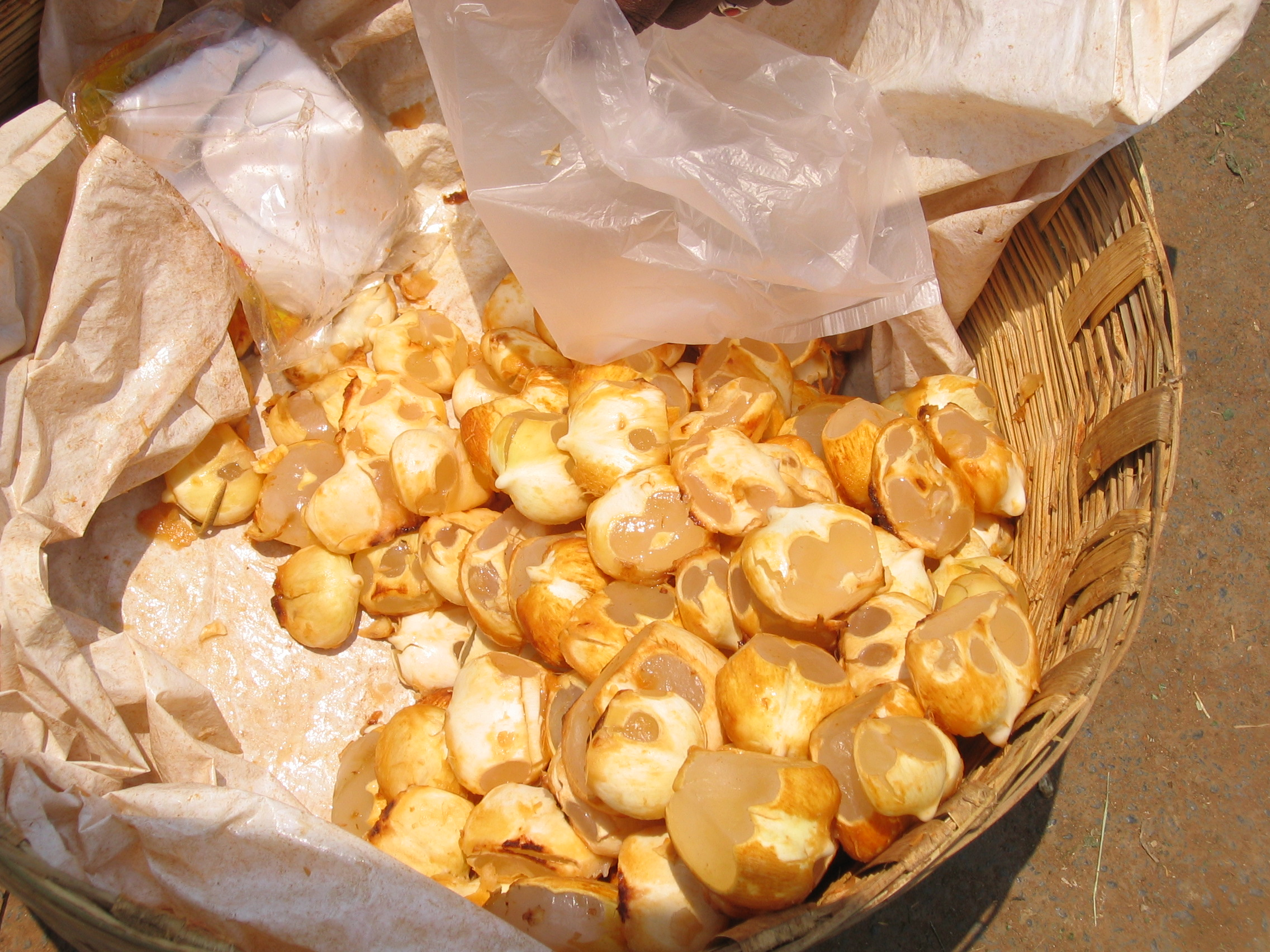
인도의 한 시장에 있는 야쟈수 열매 Borassus flabellifer (Thaati Munjelu).
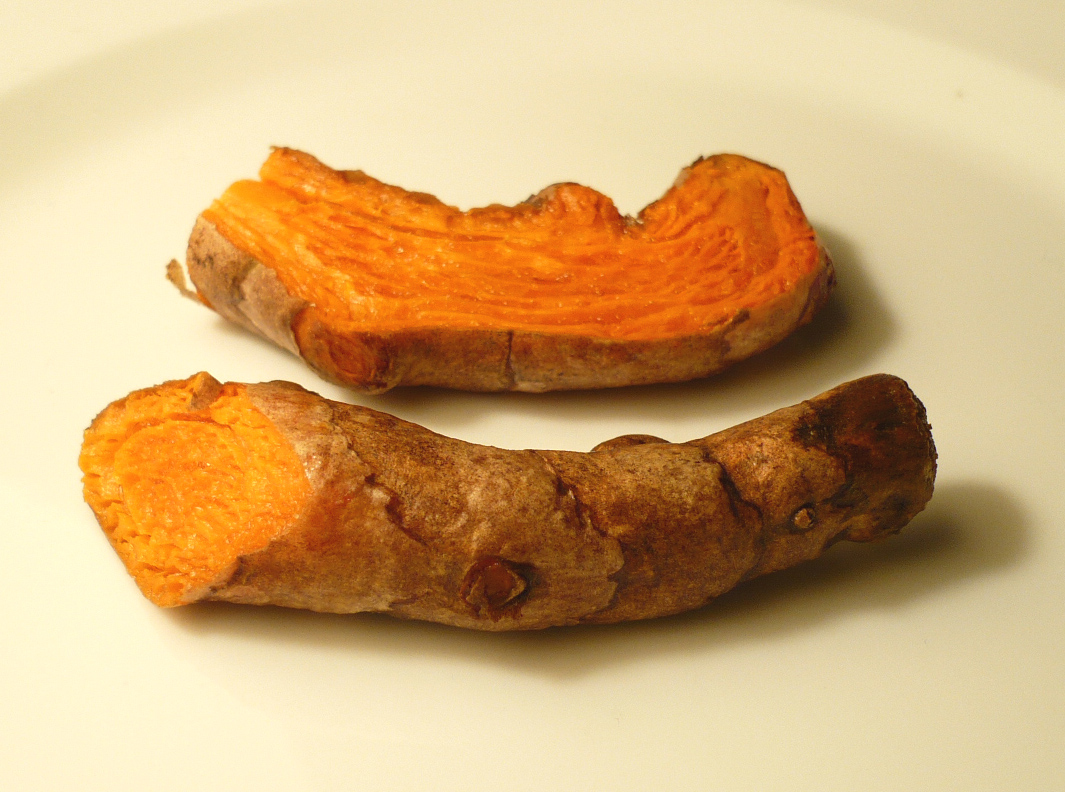
Turmeric rhizome
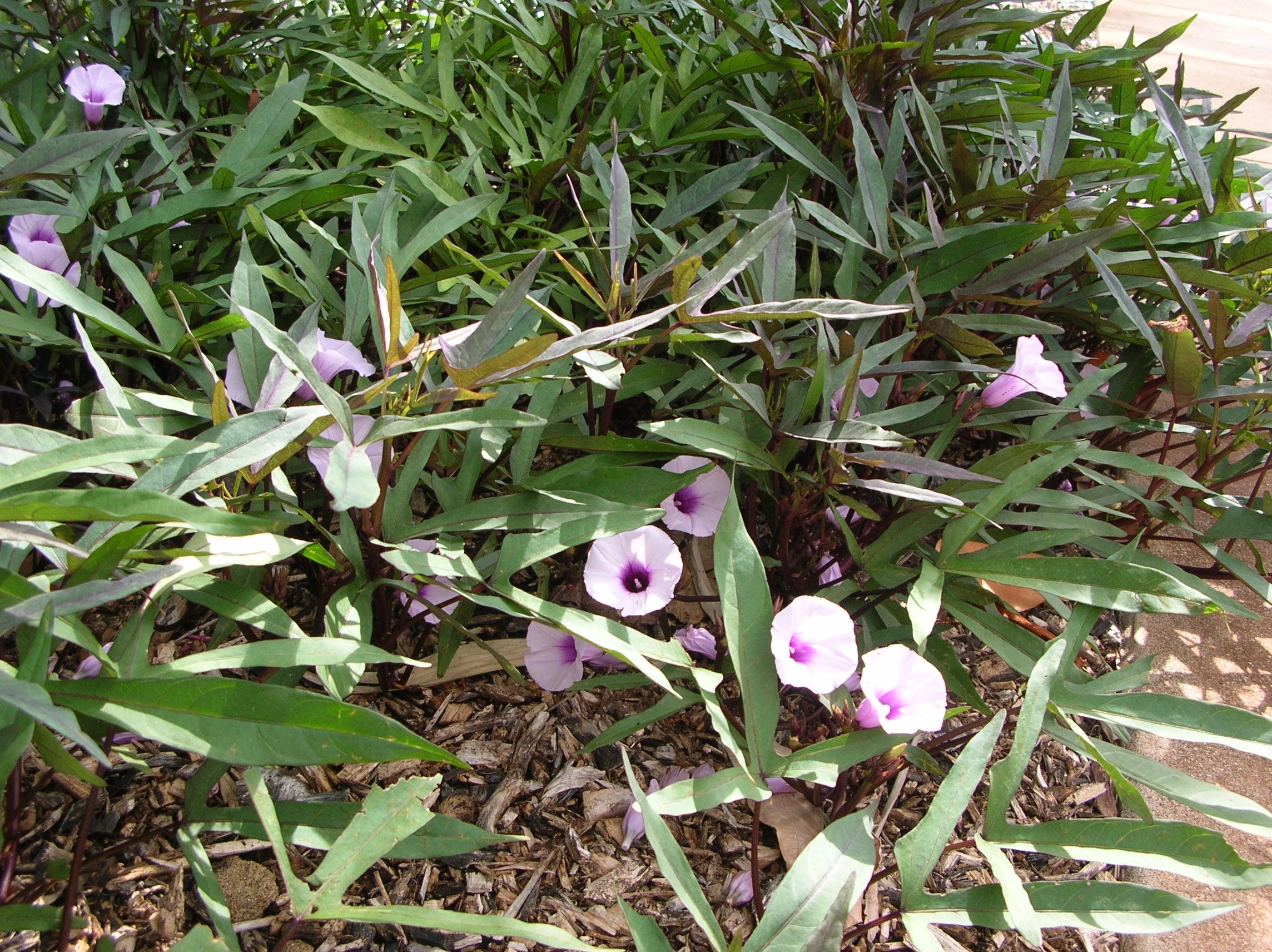
고구마, Ipomoea batatas, Maui Nui Botanical Garden
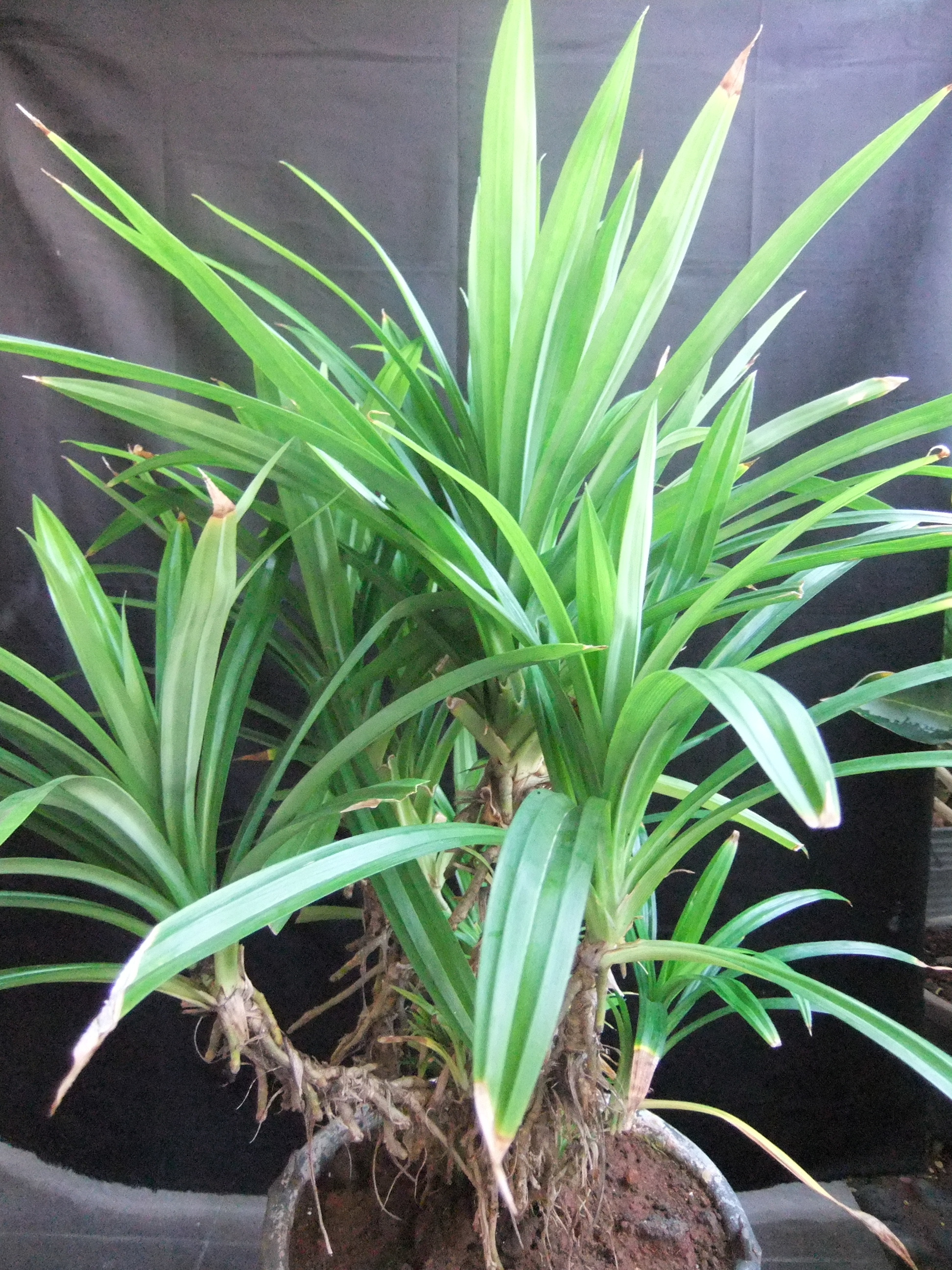
Pandanus amaryllifolius
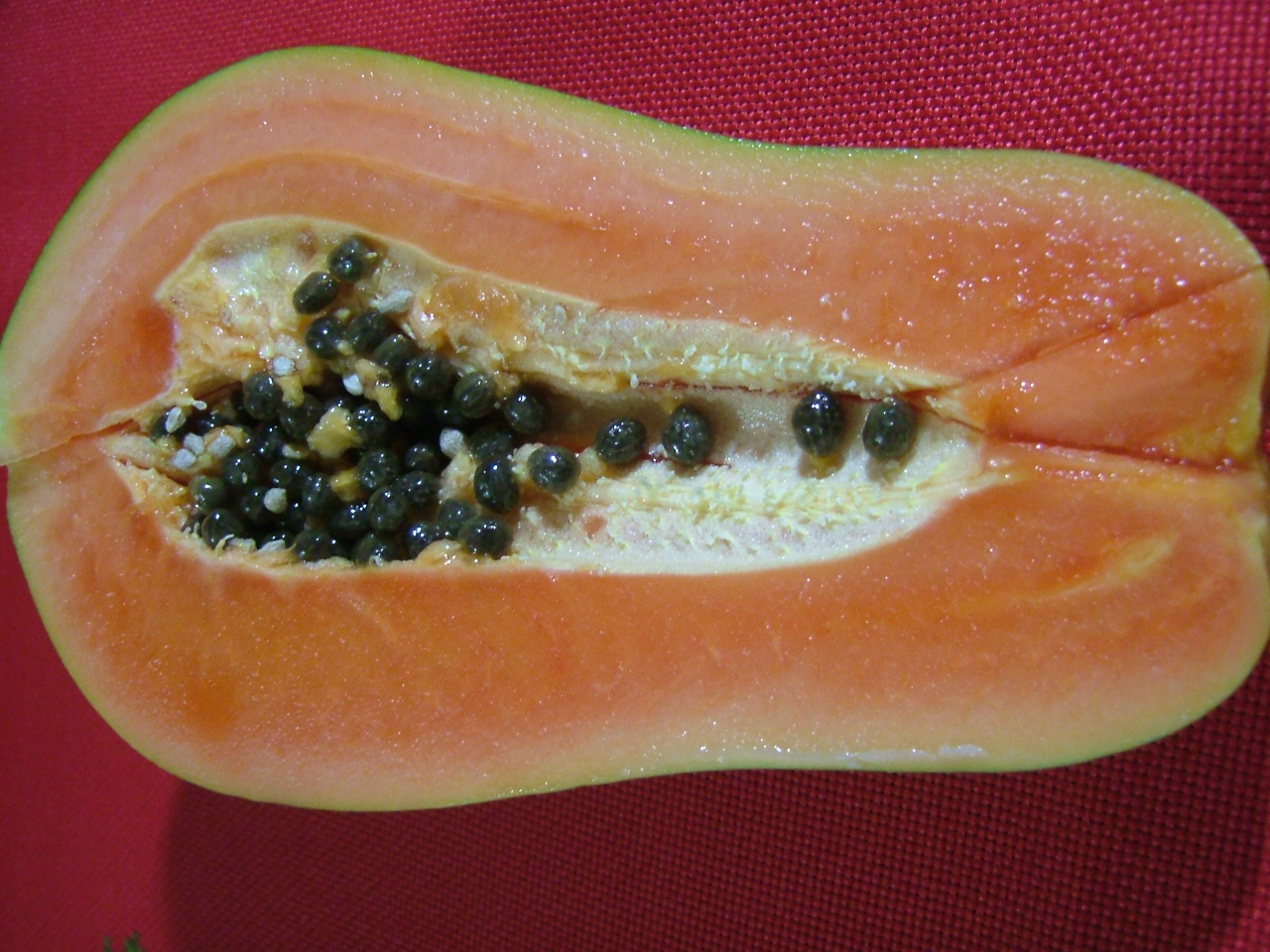
California Papaya
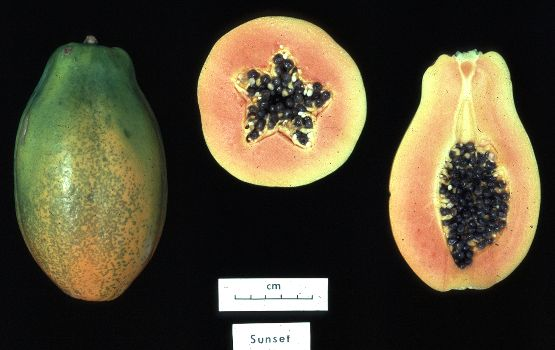
Carica papaya, cultivar 'Sunset'
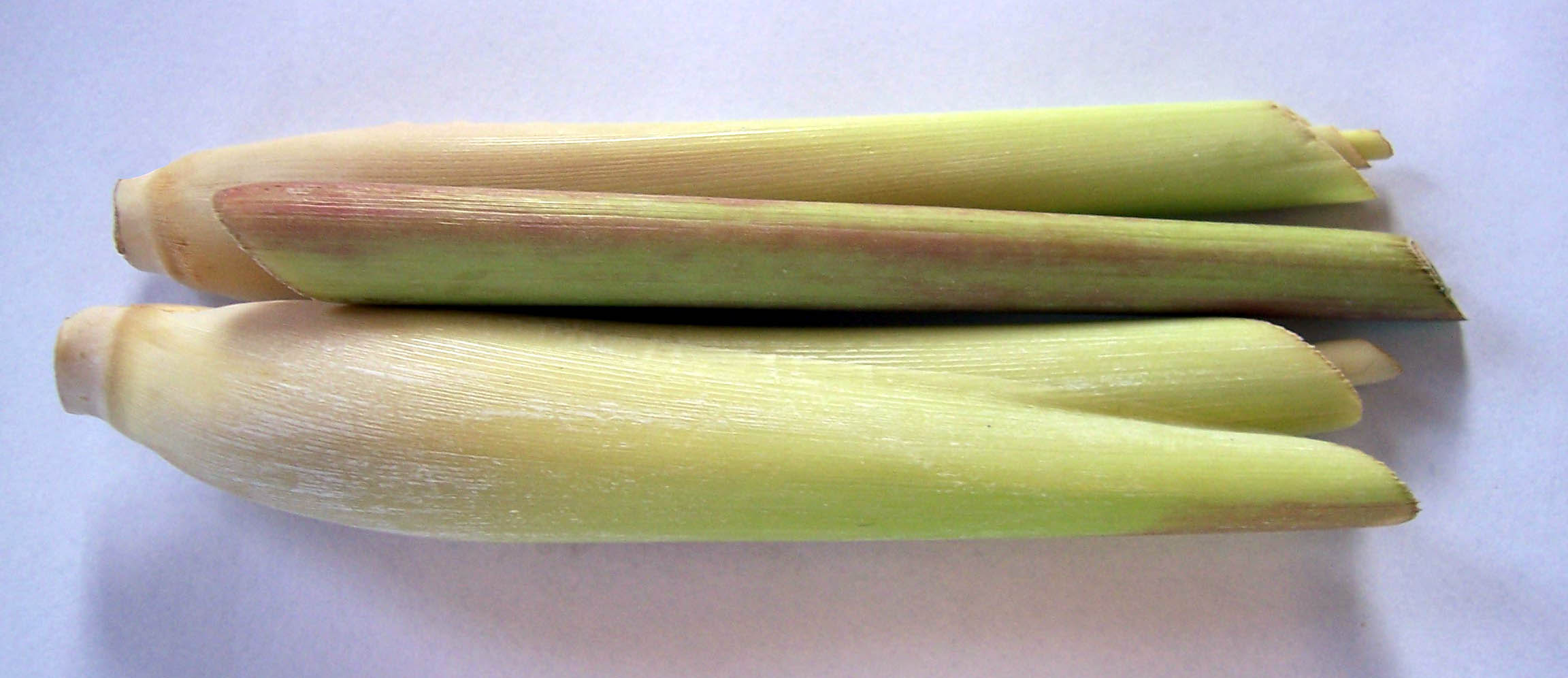
Cymbopogon citratus, lemon grass, oil grass
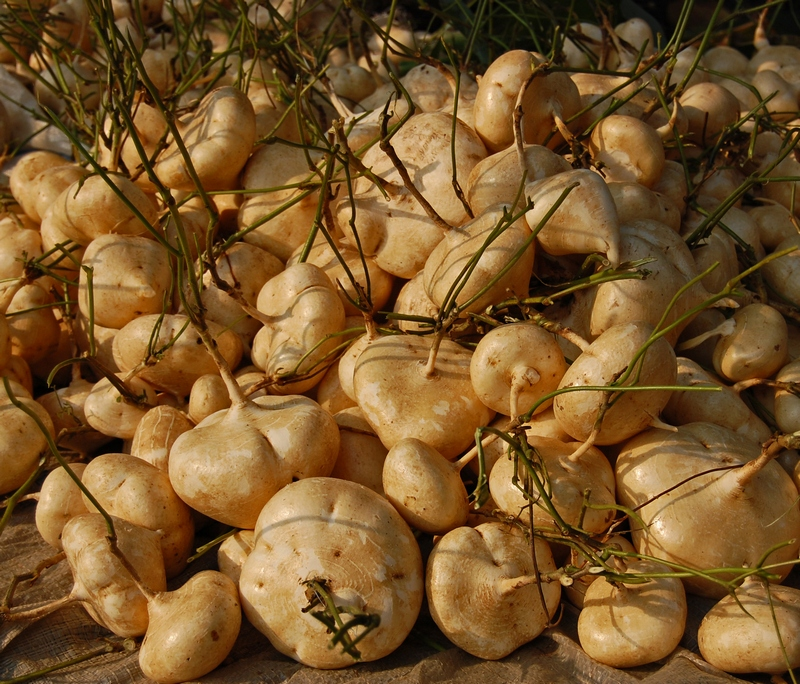
Pachyrhizus erosus bulb-root. Situgede, Bogor, West Java (인도네시아).
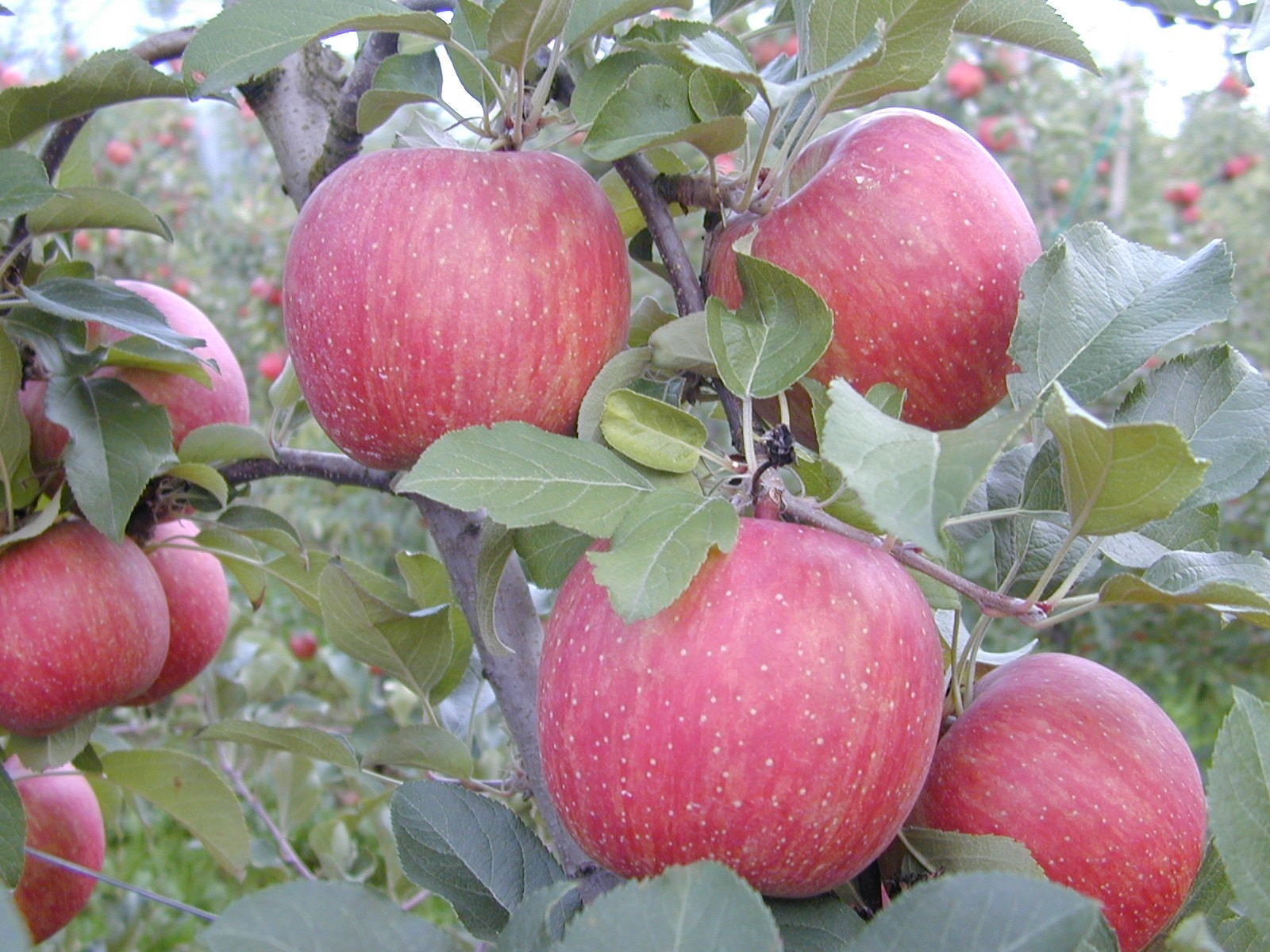
후지 사과
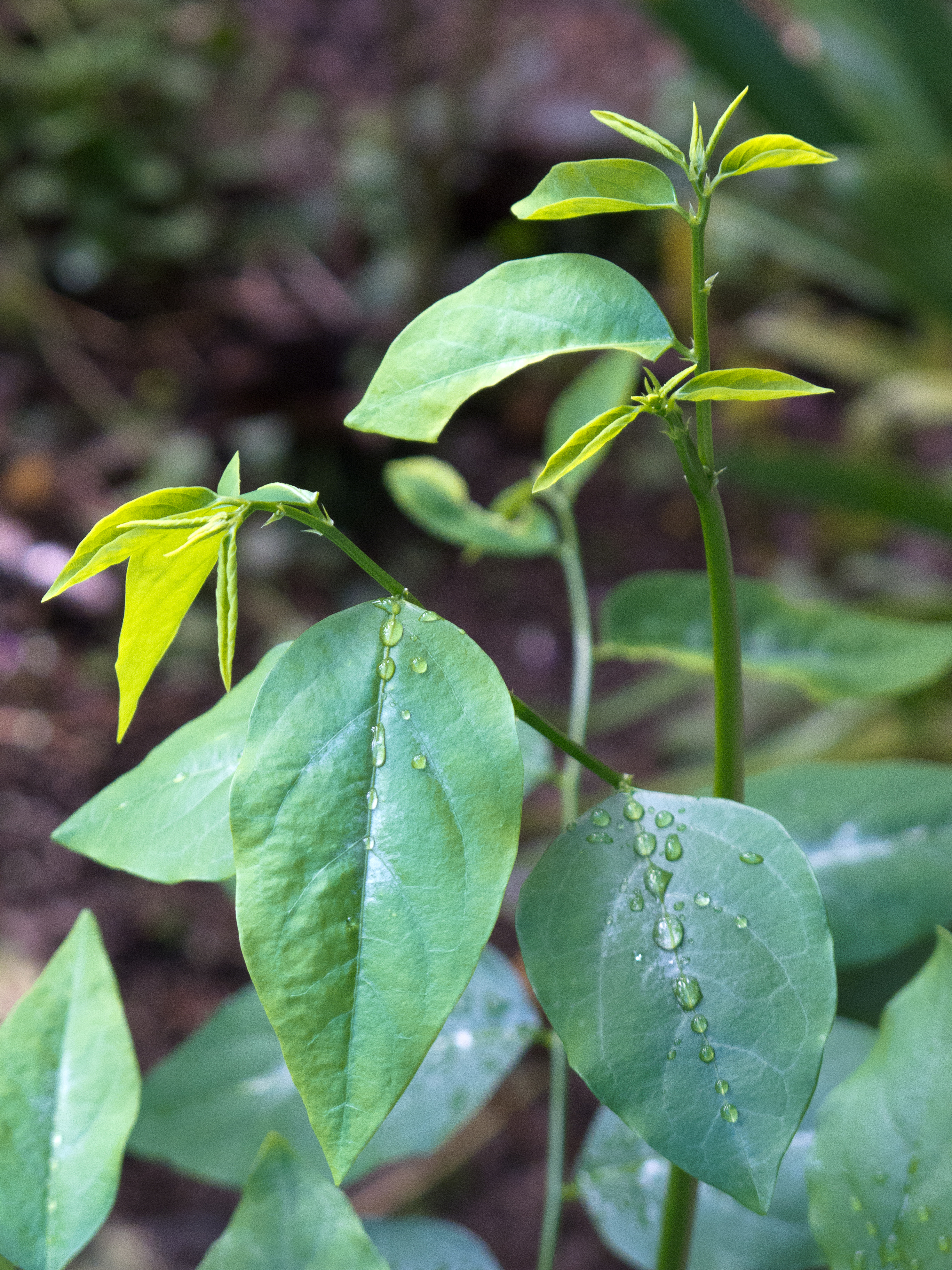
Sprouting shoots of Sauropus androgynus
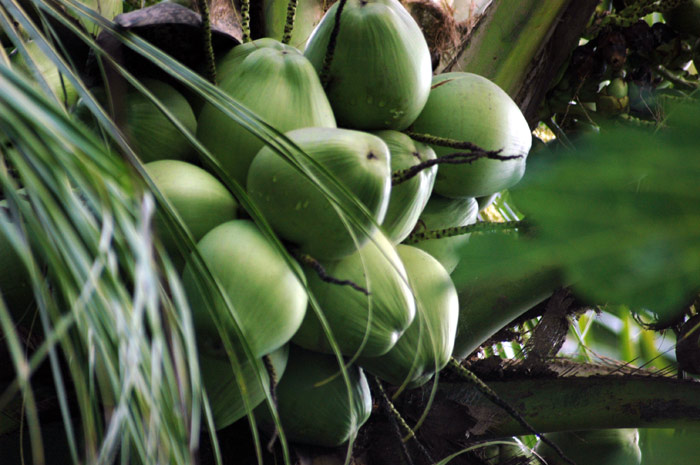
Cocos nucifera
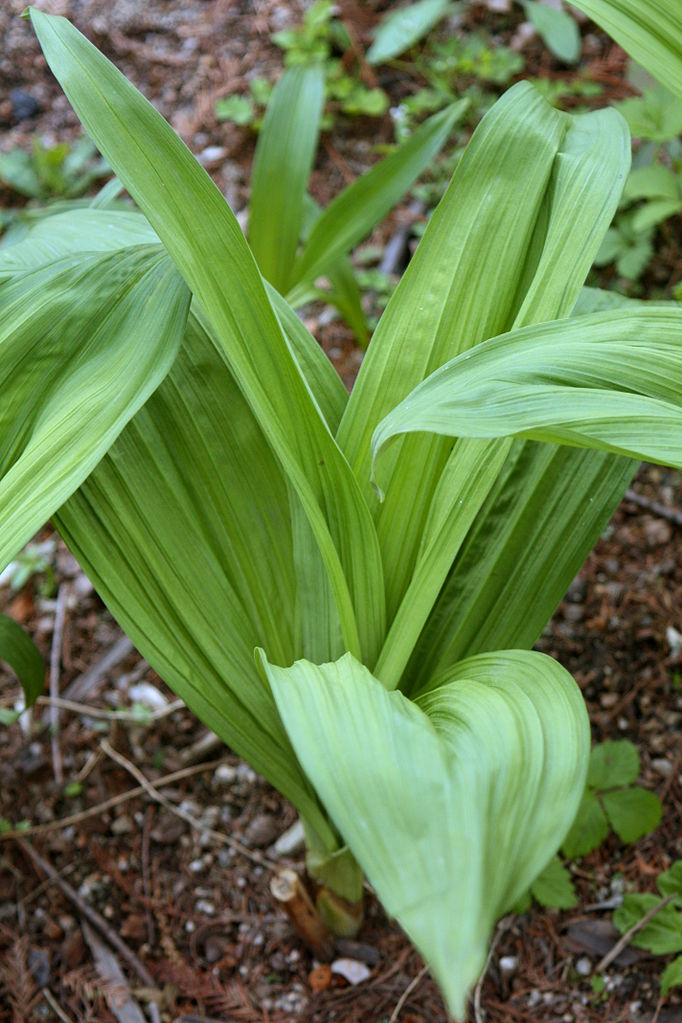
녹색 식물

## 같이 보기
- 식물의 진화
- 식물생태학
- 식물상